# Bernowicz
Bernowicz – polski herb szlachecki z indygenatu.

## Opis herbu
Opis zgodnie z klasycznymi regułami blazonowania:
W polu błękitnym trzy róże srebrne z zielonymi łodyżkami, nad każdą po gwieździe złotej.
Klejnot: Samo godło.
Labry błękitne, podbite srebrem.

## Historia herbu
Zatwierdzony idygenatem w 1676 r.

## Herbowni
Bernowicz.